# سیارک ۱۶۱۷۷
سیارک ۱۶۱۷۷ (به انگلیسی: 16177 Pelzer، نامگذاری:2000AR127) شانزده هزار و صد و هفتاد و هفتمین سیارک کشف شده‌است که در ۵ ژانویه ۲۰۰۰ کشف شد.
قدر مطلق سیارک برابر ۱۵.۵ است.